# Frederick A. Bernett
Frederick A. Bernett, geboren als Fritz Alexander Bernstein, (* 15. Juni 1906 in Charlottenburg; † 8. Juni 1993 in Larchmont (New York)) war ein deutsch-amerikanischer Antiquar.

## Leben
Fritz Bernstein, Sohn des Kaufmanns Benno Bernstein (1872–1956), besuchte das Kaiserin-Augusta-Gymnasium in Charlottenburg bis zum Abitur 1924. Danach studierte er zunächst ein Semester Jura in Freiburg und dann Kunstgeschichte und Klassische Archäologie in Berlin. 1931 wurde er dort bei Leopold Giese promoviert. Anschließend war er von 1931 bis 1933 Volontär an den Berliner Museen. Auf Grund der deutschen rassistischen Judenverfolgung  emigrierte er 1933 nach Paris, wo er eine Stelle bei dem Kunstverlag Van Oest fand. 1938 heiratete er Ilse Blum (* 23. Juni 1910 in Berlin; † 2000), Tochter des Bankiers Karl Blum, die 1934 bei Hans Kauffmann in Berlin in Kunstgeschichte promoviert worden war. Im Frühjahr 1941 emigrierten die beiden in die USA. Hier gründeten sie im Mai 1944 in New York das Antiquariat F. A. Bernett Books, spezialisiert auf Kunst, Architektur, Archäologie und Randgebiete. 1953 wurde der Firmensitz nach Larchmont, New York verlegt. Der Sohn Peter Bernett trat 1973 in die Firma ein. 1996 wurde der Sitz der Firma nach Boston verlegt.